# Aloe pustuligemma
Aloe pustuligemma är en grästrädsväxtart som beskrevs av Leonard Eric Newton. Aloe pustuligemma ingår i släktet Aloe och familjen grästrädsväxter. Inga underarter finns listade i Catalogue of Life.